# بوريتيرانا
بوريتيرانا بلدية في ولاية مارانهاو في المنطقة الشمالية الشرقية من البرازيل.